# ホンダ・ドリームCB450
DREAM CB450（ドリーム シービーよんひゃくごじゅう）は、かつて本田技研工業が製造・販売していたオートバイである。本項では後継車種で排気量を増大させたDREAM CB500T（ドリーム シービーごひゃくティー）ならびに派生車種のDREAM CL450（ドリーム シーエルよんひゃくごじゅう）についても解説を行う。

## 概要

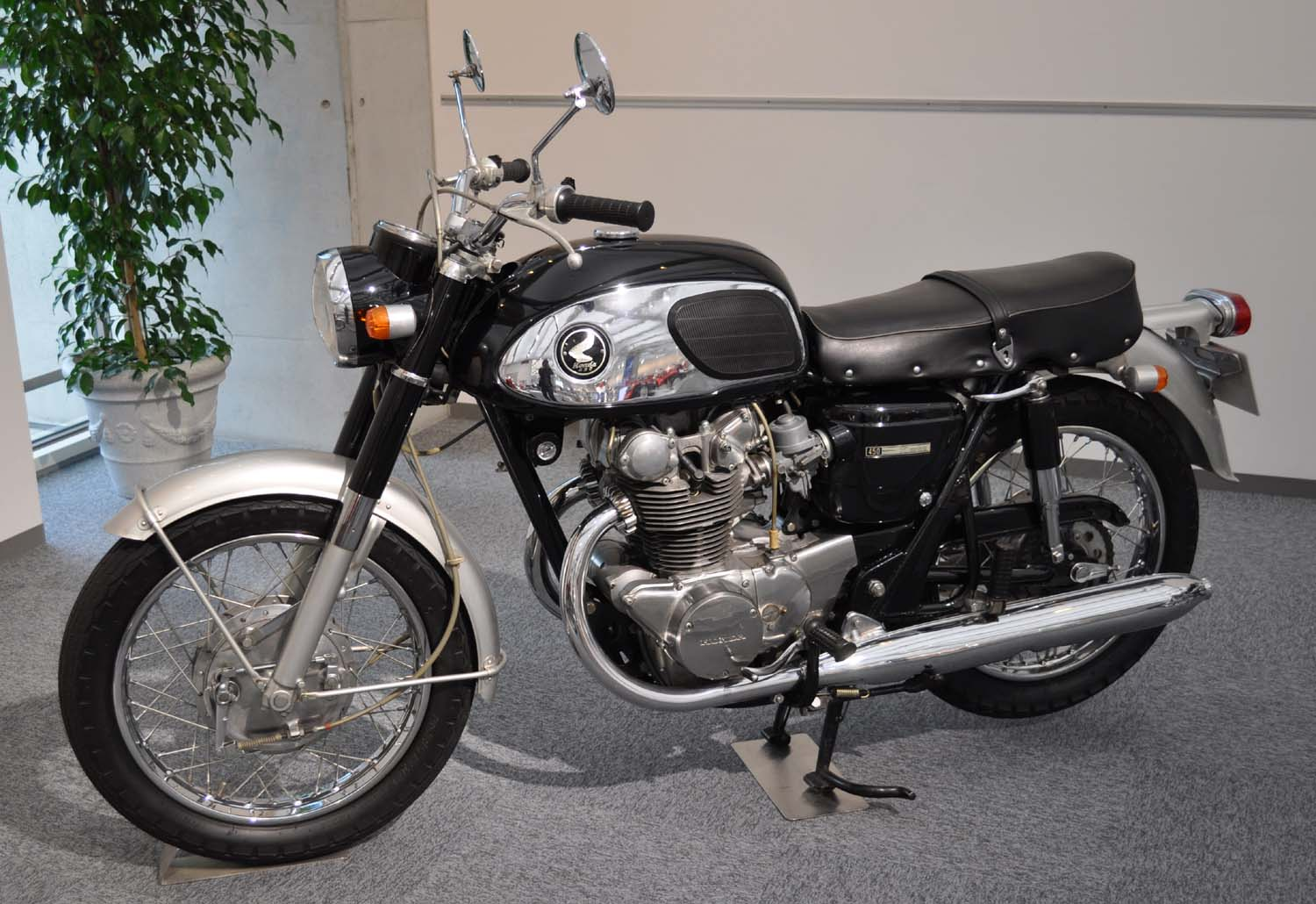
ドリームCB450
ホンダコレクションホール所蔵車

CBシリーズのフラグシップモデル的存在として1965年4月に発売された排気量444ccの空冷4ストローク2バルブDOHC2気筒エンジンを搭載するオートバイである。

### 開発までの経緯
1960年代前半の北米市場における同社のオートバイはカブシリーズやドリームCB72・CB77スーパースポーツのヒットで確実に拡大していたが、それはすべて小型車クラスでのものであり、大型車クラスではイギリスやドイツといったヨーロッパ製オートバイが市場を席捲していた。この状況に対して同社も大排気量車を開発・製造・販売するコンドル計画が立案された。
同計画では当時最速といわれたトライアンフT120ボンネビルをターゲットに性能面で凌駕することを目標としたが、排気量649cc・最高出力46ps/6.500rpmのOHVエンジンを搭載するT120ボンネビルに対して既にロードレース世界選手権で技術力を証明していた同社は450cc程度のエンジンで可能と判断して開発されたのが本モデルである。

## 車両解説
※本項は1965年モデルについて解説を行う。
本田技研工業初となる車重187kgの大型車である。
車体はフレームに同社初のセミダブルクレードル型を採用し、サスペンションは前輪をテレスコピック、後輪をスイングアームとした。
搭載されるCB450E型エンジンは、動弁機構に量産オートバイとしては世界初となるDOHCを採用。シリンダーブロックならびにエンジンヘッドをアルミニウム合金としたほか、バルブスプリングはトーションバー・スプリングを使用し、偏芯したシャフトを介してバルブを駆動する。またクランク支持にはニードルローラーベアリングを採用。潤滑方式は耐久性を考慮して濾網式ならびに遠心式による2重方式でプランジャーポンプを使った強制給油。燃料供給のキャブレターも量産車としては世界初となる負圧式CV型を搭載した。
内径x行程を70.0x57.8（mm）の並列2気筒により排気量は444cc。圧縮比8.5から最高出力43ps/8,500rpm・最大トルク3.82kg-m/7,250rpm。4段マニュアルトランスミッションを介し、0→400m/13.9秒・最高速度181.96km/hをマークした。

### モデル一覧

#### ドリームCB450（43ps仕様）

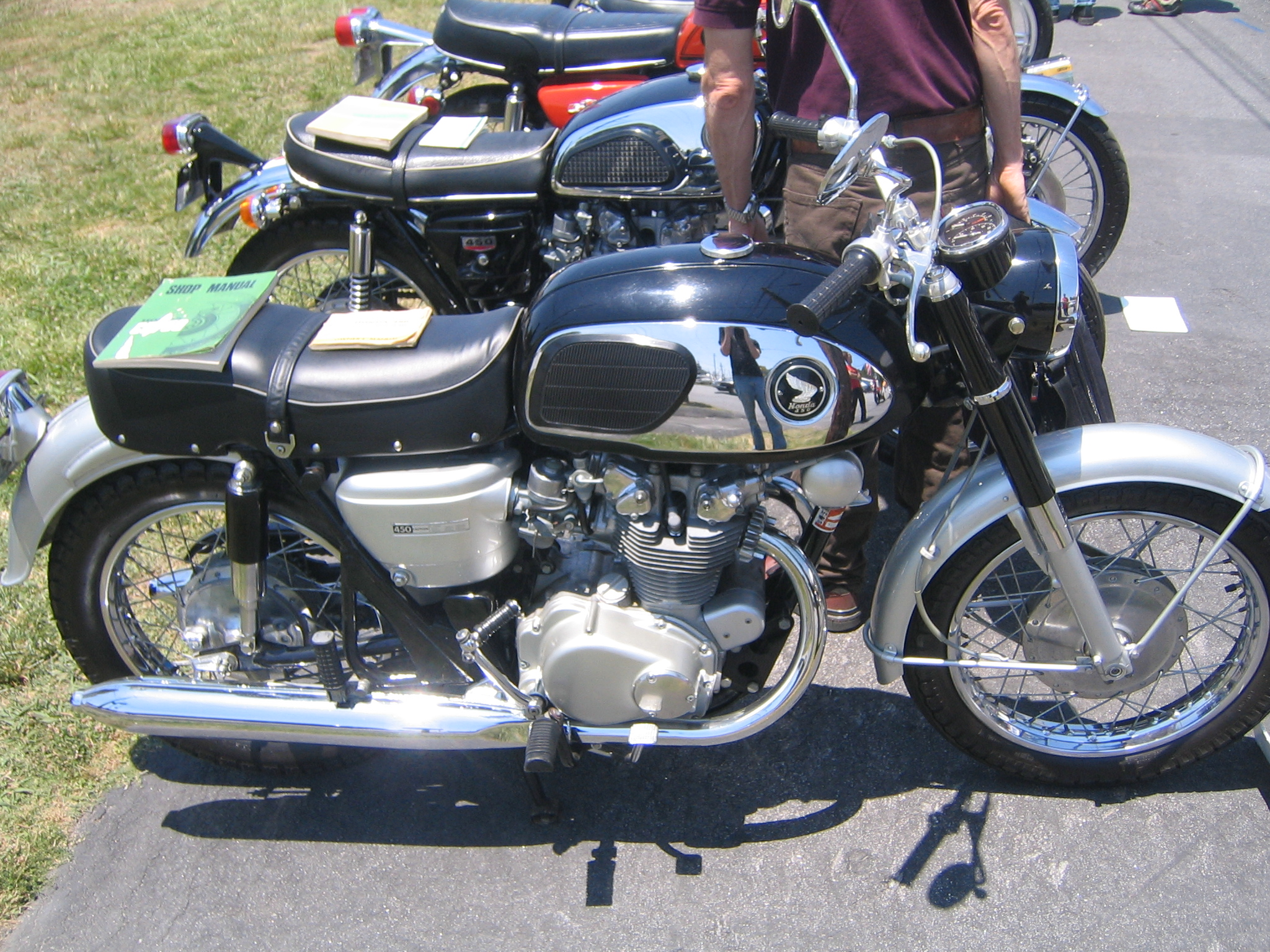
ドリームCB450K0
輸出仕様車

上述した1965年4月から販売された通称K0と呼ばれるモデルである。発売時のキャッチコピーは「オートバイの王様」「初心者にはおすすめできません」とされた。
外観面の特徴として、日本国内ではクジラ、海外ではキャメルと呼ばれる燃料タンク。フルスケール11,000rpmのタコメーターと200km/hまで表示可能なスピードメーターは楕円形状に一体化された上でライトケース上部に設置する。
また日本国内仕様のみクランク位相が180°のType1と360°のType2が販売された。
1966年・1967年に実施された年次ごとのマイナーチェンジでフレームを中心とする改良が実施され、1968年に後述する45ps仕様へモデルチェンジされた。

#### ドリームCB450（45ps仕様）

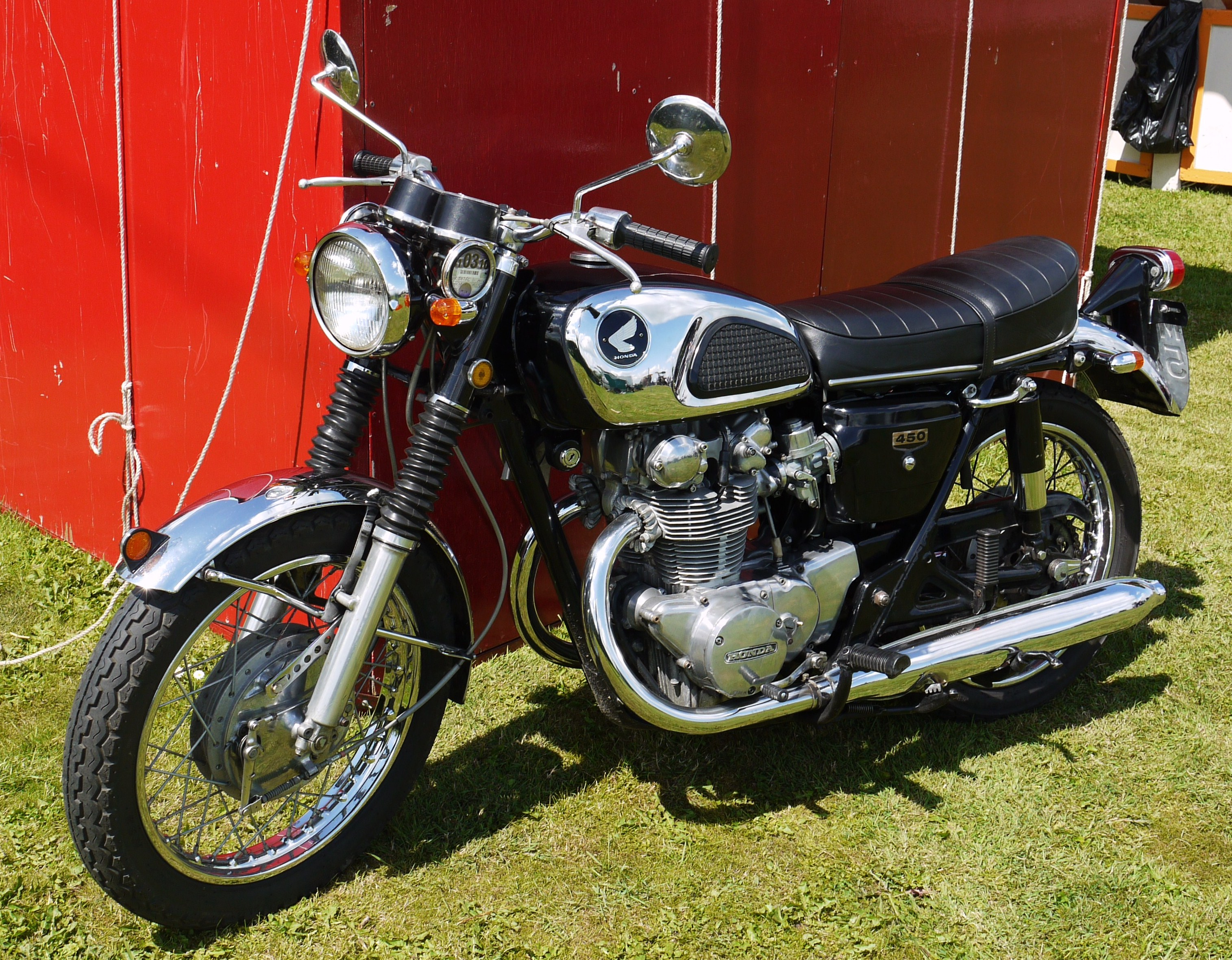
ドリームCB450K1
輸出仕様車

1968年11月1日に発表・発売されたモデルチェンジ車である。
エンジンの圧縮比を8.5→9.0とした上で吸排気バルブ系ならびに燃焼室の改良で最高出力45ps/9,000rpm・最大トルク3.88kg-m/7,500rpmにパワーアップさせたモデルで以下の設計変更が行われた。
- 日本国内仕様のみ存在した360°クランクのType2が廃止され全車クランク位相が180°のみとなった。
- クランク軸受を4点支持のニードルローラーベアリングに変更。
- トランスミッションを4速→5速に変更し、ミッション主要部軸受もニードルローラーベアリング化。
- フレームのパイプ径を太くしねじれ剛性をアップ。このためタンデムステップの取付方も変更。
- 不足しているといわれた高速安定性アップを目的にホイールベースを25mm延長し1,375mmとしたほか、トレールを80→104（mm）キャスターを64°→62.5°へ変更。
- フロントフォークをブーツ付仕様に、ボトムケースをアルミニウム合金製へ変更。
- リヤサスペンションをオートバイでは世界初となるオイル・高圧窒素ガス併用式へ変更。またスノーチェーン装着を考慮しフェンダーとのクリアランスを大きくした[注 6]。
- 特徴的だった一体式メーターを2眼式セパレートタイプへ変更。
- 燃料タンクのデザインを変更[注 7]。
- サイドカバーエンブレムのデザインを変更。

これらの変更によりメーカー発表の0→400m加速データも13.2秒にアップ。通称も43ps仕様のK0に対してK1と呼ばれた。
1969年9月16日発表、同月17日発売でタックロールシートに変更する通称K2へマイナーチェンジを実施。1970年9月16日発表、同月25日発売で安全装備を強化した通称K3へマイナーチェンジを実施したが、1972年に製造終了となった
。

#### ドリームCB450エクスポート
1968年11月1日に発表・発売されたバリエーションモデルである。
オリジナルモデルとの相違点は、燃料タンク容量を12.5→13.5Lにアップさせた上でメタリックカラーを採用する点にある。
1969年と1970年に上述した45ps仕様と同様のマイナーチェンジを実施。1972年に製造終了となった。

#### ドリームCB450セニア

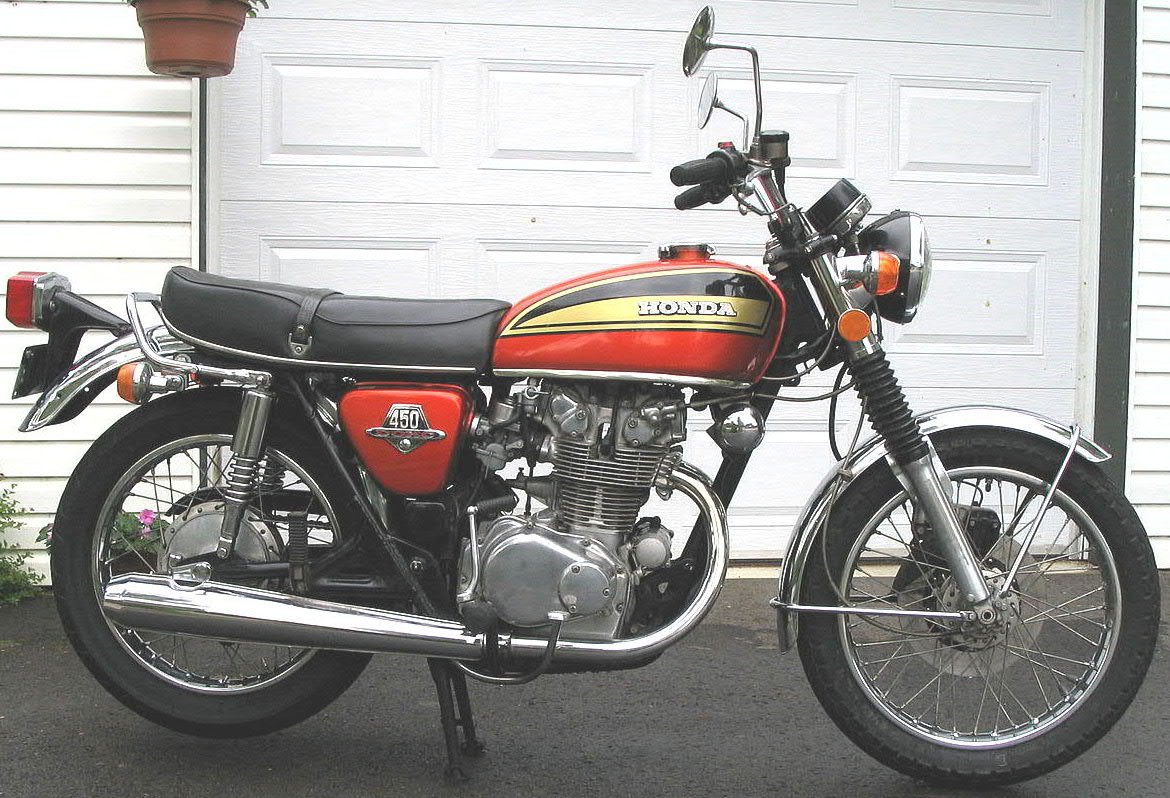
ドリームCB450セニア
輸出仕様車

1970年9月16日発表、同月25日発売で上述したエクスポートをベースにしたバリエーションモデルで、前輪ブレーキをドラム式からシングルディスクブレーキに変更した。ペットネームのセニアは上級モデルとなるドリームCB750FOURと共用のブレーキシステムを搭載していることに由来する。
1972年にカラーリング変更・ヘッドライトの光量アップ・足つきを考慮したシート形状の変更・トリップメーター追加などのマイナーチェンジを実施し、1974年まで製造された。

#### ドリームCB450P
1970年から各都道府県警察向けに納入された白バイ仕様。シングルシートやライトケース一体の追尾測定対応速度計などの専用装備を持つ。1976年まで運用された。

## 派生車種

### ドリームCB500T
1974年12月3日発表、同月4日発売。
事実上の後継車でエンジンの行程を57.8→64.8（mm）へ拡大し排気量を498ccとしたモデルであるが、パワーアップよりも中低速での扱いやすさを重視したチューンが行われ、スペックは圧縮比8.5・最高出力41ps/8,000rpm・最大トルク3.8kg-m/7,000rpmとダウンした。
外観的にはクラシックな英国車風イメージを求めたデザインで、座面が前に下がった独特なダブルシートを装備する。
日本国内では販売開始翌年の1975年に実施された運転免許制度改正により自動二輪車運転免許は排気量400cc以下のみ運転可能な中型限定が設定されたこと。海外ではドリームCB550FOURとの差別化が曖昧であったことから販売面では芳しくなく、1976年に製造終了となった。

### ドリームCL450

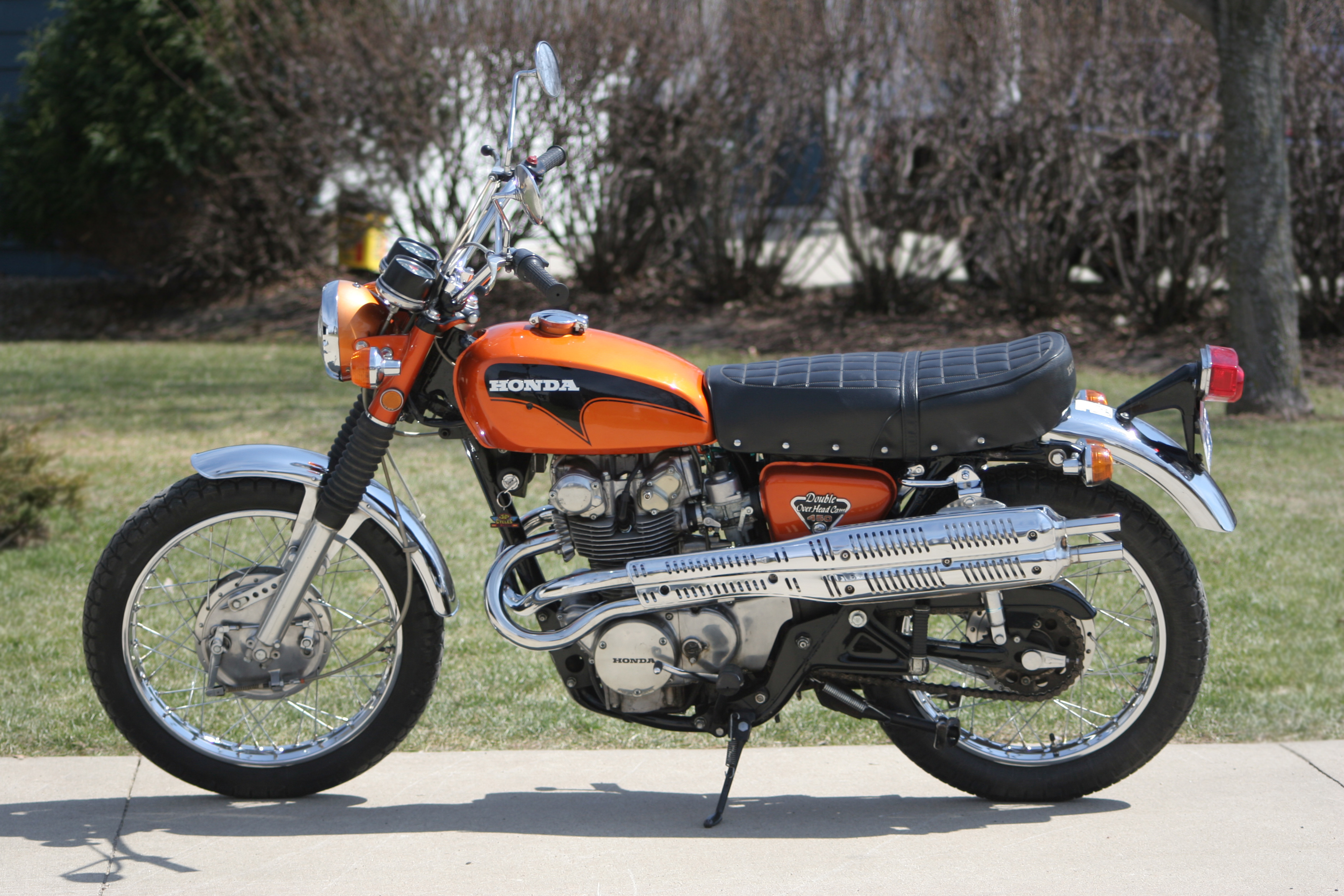
ドリームCL450
輸出仕様車

CB450からセンターアップマフラーやブロックタイプタイヤへ換装を行いオン・オフロード両用としたスクランブラータイプ。海外ではK1発表と同時の1968年から販売されていたが、日本国内では上述したCB450セニアと同時の1970年から販売開始した。
エンジンはK1の45ps仕様がベースであるが、低中速域での扱いやすさを考慮したチューンが行われ最高出力43ps/8,000rpm・最大トルク4.0kg-m/7,000rpmとされた。
1974年に製造終了。